# Srbi u Švedskoj
Srbi u Švedskoj su jedna od većih etničkih grupacija u Švedskoj.

## Povijest
Prvi Srbi su u Švedsku došli tijekom i neposredno nakon Drugoga svjetskog rata kao posljedica njemačkih logora u Norveškoj, odnosno oslobađanja iz istih. Pokraj njih, nakon rata ovdje je utočište potražio i dio političkih emigranata koji nisu blagonaklono gledali na komunističku vlast u SFRJ. Drugi val naseljavanja zbio se 1960-ih godina 20. stoljeća kada je zbog manjka radnika Švedska otvorila svoje granice za kvalificiranu radnu snagu. Švedske tvrtke su organizirano dovodile radnike iz Jugoslavije. 1990-ih godina, zbog velikosrpske agresije na susjedne države, Švedsku su preplavili prognanici i izbjeglice iz tih država te iz same Srbije.

## Demografija
Švedska statistika ne vodi evidenciju o etničkoj pripadnosti prilikom popisa stanovništva, te stoga ne postoji točan broj pripadnika određene etničke skupine. Neke procjene su da u Švedskoj živi oko 140.000 Srba ili osoba srpskog podrijetla koji žive u Švedskoj

## Šport
- Stockholm Eagles (KK Beli Orlovi Stockholm), košarkaški klub
- Srbija FF Stockholm, nogometni klub
- KSF Srbija Malmö, košarkaški i nogometni klub
- KK Sinđelić Göteborg, košarkaški klub

## Religija
U Stockholmu je sjedište Britansko-skandinavske eparhije Srpske pravoslavne crkve, a na teritoriji Švedske se nalazi nekoliko pravoslavnih crkava i jedan samostan:
- Hram sv. Save, Stockholm
- Hram sv. Vasilija Velikog, Helsingborg
- Hram sv. Petke, Halmstad
- Hram sv. Kirila i Metodija, Malmö
- Manastir sv. velikomučenika Georgija, Olofström

## Poznate osobe
- Bojan Đorđić, nogometaš
- Biljana Srbljanović, spisateljica
- Milan Smiljanić, nogometaš
- Ljubomir Vranješ, bivši rukometaš i rukometni trener
- Marko Mitrović, nogometaš
- Danijel Majstorović, nogometaš
- Mihaela Savić, manekenka i bivša miss Universe Švedske
- Jovan Radomir, televizijski voditelj
- Dalibor Doder, rukometaš
- Rade Prica, nogometaš
- Nebojša Novaković, bivši nogometaš i nogometni trener
- Dragomir Mršić, glumac
- Aleksandar Kačaniklić, nogometaš
- Dušan Đurić, nogometaš
- Zoran Lukić, bivši nogometaš i nogometni trener
- Nikola Šarčević, glazbenik
- Dragan Umičević, hokejaš
- Stefan Selaković, nogometaš
- Tanja Kostić, košarkašica
- Aleksandar Milošević (nogometaš), nogometaš
- Sven Stojanović, televizijski voditelj
- Aleksandar Milošević (pjesnik), dječji pjesnik[2]
- Zorica Salijević, dječja pjesnikinja[2]

## Vanjske poveznice
- Savez Srba u Švedskoj (srp.)